# Polémarque (fils de Céphale)
Pour les articles homonymes, voir Polémarque (homonymie).
Sauf précision contraire, les dates de cet article sont sous-entendues « avant l'ère commune » (AEC), c'est-à-dire « avant Jésus-Christ ».
Polémarque est un philosophe grec mort en -404, fils du riche métèque Céphale de Syracuse et frère de l'orateur Lysias. Il est principalement connu pour être l'une des victimes du régime des Trente. Sa mort incite son frère Lysias à composer l'un de ses plus fameux discours, le Contre Ératosthène.

## Données biographiques
Il est le fils du métèque Céphale, originaire de Syracuse et qui a fait fortune au Pirée dans la fabrication de boucliers, et le frère de l'orateur Lysias et d'Euthydème.
Son origine fortunée et métèque le désigne comme cible auprès des Trente tyrans d'Athènes. Au contraire de Lysias, il ne parvient pas à s'échapper de la cité et est emprisonné puis condamné en -404 par Ératosthène à boire la ciguë, sans passer devant les juges. Ses bourreaux refusent à sa famille les funérailles qu'elle souhaite organiser. Alors même que les Trente ont déjà grandement volé la famille de Céphale, l'un d'eux, Mélobius, poursuit la cupidité jusqu'à arracher les pendants d'or que porte la veuve de Polémarque.
Au retour de la démocratie, en -403, son frère Lysias intente un procès à Ératosthène dans un discours resté célèbre sous le nom de Contre Ératosthène.
Il est cité dans le dialogue Phèdre, de Platon, comme s'étant tourné vers la philosophie, au contraire de son frère Lysias qui a préféré la logographie. Il apparaît également dans La République, dont l'action se déroule chez son père Céphale.